# NGC 7316
NGC 7316 é uma galáxia espiral (Sc) localizada na direcção da constelação de Pegasus. Possui uma declinação de +20° 19' 20" e uma ascensão recta de 22 horas, 35 minutos e 56,2 segundos.
A galáxia NGC 7316 foi descoberta em 18 de Setembro de 1784 por William Herschel.